# Schepp Allee
Die Schepp Allee (hochdeutsch: „schiefe Allee“) ist eine etwa 750 Meter lange Straße in Darmstadt. Seit 1938 ist die Straße ein Naturdenkmal, das die Allee mit ihren  beiderseits der Straße stehenden 160 Bäumen umfasst – größtenteils Kiefern, die verkrüppelt (mundartlich: „schepp“) sind.

## Beschreibung und Geschichte
Die heutige Schepp Allee im Westen Darmstadts wurde unter Landgraf Ernst Ludwig als eine Allee angelegt, die zum 1713 errichteten Jagdhaus Griesheimer Haus führte. Die Jahresringe eines etwa 1875 gefällten Baumes deuteten auf eine Pflanzung der Bäume etwa im Jahr 1714 hin.
Die merkwürdig gewachsenen Kiefern entstammen angeblich aus einer Kiefernpflanzung, aus der man durch Auslichtung und Auswahl die merkwürdigen Stammformen in eine Allee umformte. Auf dem Hill’schen Prospekt von Johann Jakob Hill aus dem Jahr 1775 wurde die Schepp Allee als Tannen Allee auf der Stadtschnais bezeichnet.

## Name
Der offizielle Name der Schepp Allee seit ihrer Einbeziehung in das bebaute Stadtgebiet um das Jahr 1860 war Stadtallee. Im Jahr 1879 waren noch 210 „scheppe“ Kiefern vorhanden, im Jahr 1905 waren es noch 114. Die Kiefern waren bis 1931 wie damals schief und krumm gewachsen und stellten eine Sehenswürdigkeit dar. Im Volksmund wurde sie „Schepp Allee“ genannt, seit 1932 ist dies auch die offizielle Bezeichnung der Straße. Nach dem Zweiten Weltkrieg wurde die Schepp Allee dicht bebaut und befestigt. Nachpflanzungen der Kiefern sind heute meist nicht mehr verkümmert; das Straßenbild ist daher deutlich verändert.

## Sonstiges
Am Südrand der Schepp Allee befindet sich die kleine Parkanlage Akazienpark.